# Gwiazdozbiór Oriona
Orion (łac. Orion, dop. Orionis, skrót Ori) – 26. co do wielkości konstelacja położona w obszarze równika niebieskiego. Oznacza to, że gwiazdy znajdują się na obu półkulach niebieskich. W szerokości geograficznej Polski widoczna od października do końca lutego, gdy gwiazdozbiór znika na zachodzie. Górowanie przypada na początek grudnia. Jest jednym z najbardziej charakterystycznych gwiazdozbiorów nieba zimowego, łatwym do odnalezienia i zidentyfikowania. Wokół niego łatwo odszukać gwiazdozbiory Bliźniąt, Byka, Wielkiego Psa oraz Zająca. Liczba gwiazd dostrzegalnych nieuzbrojonym okiem wynosi około 120. Orion należy do gwiazdozbiorów, w których gwiazda oznaczona jako Alfa nie jest najjaśniejsza; największą jasnością wyróżnia się β Orionis.

## Najciekawsze obiekty
Gwiazdozbiór zawiera wiele obszarów z materią międzygwiazdową oraz młode masywne gwiazdy, które tworzą regiony gwiazdotwórcze. Najważniejsze z nich:
- Ia – gwiazdy znajdujące się po prawej stronie, powyżej Pasa Oriona, oddalone o około 1100 lat świetlnych – szacowany wiek wynosi kilka milionów lat.
- Ib – gwiazdy należące do Pasa Oriona oraz układ Sigma Orionis, oddalone o około 1550 lat świetlnych, o wieku dwa do pięciu milionów lat.
- Ic – obszar znajdujący się poniżej Pasa Oriona, oddalony o około 1650 lat świetlnych, a jego wiek wynosi dwa miliony lat.
- Id – obszar zawierający Wielką Mgławicę w Orionie oraz gromadę otwartą gwiazd Trapez, oddalone o około 1350 lat świetlnych; ich wiek to mniej niż milion lat.

Trzy ułożone w jednej linii jasne gwiazdy, tworzące asteryzm tzw. Pas Oriona wskazują Syriusza i Aldebarana. Są to Delta (Mintaka), Epsilon (Alnilam) i Zeta Orionis (Alnitak).
Najjaśniejszą gwiazdą jest Rigel- Błękitny nadolbrzym (β Orionis, jasność 0,19m), druga co do jasności to czerwonawa Betelgeza-Czerwony nadolbrzym (α Orionis, jasność zmienna od 0,4m do 1,3m), trzecią jest Bellatrix (γ Orionis, jasność 1,64m).
Oprócz jasnych gwiazd Orion zawiera również bardzo jasne mgławice, w tym widoczną gołym okiem Wielką Mgławicę Oriona (numery w katalogu Messiera M42 i M43). Znajduje się ona wokół gwiazd θ, ι i 42 Ori. Tuż pod pasem Oriona znajduje się mgławica Koński Łeb (IC 434). Mgławice te, wraz z jeszcze innymi, tworzą Obłok Molekularny w Orionie.
- M42 jest mgławicą dyfuzyjną, która świeci częściowo światłem odbitym, a częściowo światłem własnym. Światło pochodzące od gromady Trapez jest pochłaniane, a następnie reemitowane przez gaz obłoku. Jest to obszar gwiazdotwórczy, gdzie na skutek grawitacyjnego zapadania się materii rodzą się nowe gwiazdy. Obserwacje za pomocą Kosmicznego Teleskopu Hubble′a pozwoliły odkryć ok. 150 dysków protoplanetarnych wokół młodych gwiazd oraz prezentację skomplikowanych procesów gwiazdotwórczych. Obserwowana jasność widzialna mgławicy to 4 magnitudo; rozciąga się na obszarze 85 na 60 minut łuku. Podczas obserwacji zobaczymy mieszankę czerwieni (od azotu), zieleni (od wodoru) oraz koloru niebieskiego (od tlenu)[2].
- M43 mgławica dyfuzyjna leżąca obok M42. W jej centrum znajduje się młoda gwiazda zmienna – nieregularna NU Orionis o jasności od 6,5 do 7,6 magnitudo. Sama mgławica ma jasność 9 magnitudo i zajmuje obszar 20 na 15 minut łuku[2].
- M78 – mgławica refleksyjna zawierająca gaz międzygwiezdny, który odbija i rozprasza światło pochodzące od jasnych niebieskich gwiazd. Mgławica ma rozmiary 8 na 6 minut łuku, o obserwowanej jasności 8,3 magnitudo. Położona w odległości około 1600 lat świetlnych od Słońca[2].

## Układy wielokrotne
- Gwiazda Theta 2 Orionis to układ podwójny o składnikach oddalonych od siebie o 13′ łuku, o jasności 5 i 6,4m. Jaśniejszy składnik jest dodatkowo układem podwójnym spektroskopowym, o okresie prawie 21 dni.
- Gwiazda Lambda Orionis (Meissa) jest układem wielokrotnym, w którym znajduje się ciasny układ ze składnikami o jasności 3,7 i 5,6m oraz typie widmowym O5, oddalonymi od siebie o 4,4′ łuku. W odległości 28,6′ znajduje się kolejny składnik tego układu o jasności 11,2m oraz w odległości 78,3′ kolejna gwiazda o jasności również 11,2m.

## Gromady gwiazd
Trapez to gromada otwarta gwiazd. Znajduje się w centrum Wielkiej Mgławicy w Orionie i zajmuje obszar o średnicy 1,5 roku świetlnego. Wiek szacuje się na 300 tysięcy lat. Składniki – pięć młodych gwiazd o masach od 15 do 30 mas Słońca. Teleskop Chandra, zarejestrował emisję rentgenowską z rozbłysków na powierzchniach tych gwiazd, w których temperatura sięgnęła 60 milionów kelwinów.

## Roje meteorów
Orionidy – rój związany z kometą Halleya. Można obserwować od 16 do 30 października. Maximum aktywności tego roju wypada 21 października. Wówczas, poza miastem, dostrzec można do 45 przelotów w ciągu godziny.
Chi Orionidy – pojawiają się od 25 listopada do 31 grudnia. Maximum przypada 2 grudnia, można spodziewać się około 3 meteorów na godzinę. Rój pochodzi od planetoidy (2201) Oljato.

## Mitologia
Gwiazdozbiór Oriona jest charakterystyczną grupą gwiazd, rozciągającą się w poprzek niebieskiego równika. Chaldejczycy nazywali te gwiazdy Tammuz, dla Syryjczyków był to olbrzym Al Jabbar. Egipcjanie widzieli tam Sahu, duszę Ozyrysa. Ponieważ odnalezienie konstelacji jest łatwe, z gwiazdozbiorem tym łączy się wiele mitów.
W mitologii greckiej Orion był myśliwym. Posejdon (jego ojciec) obdarzył go umiejętnością chodzenia po wodzie. Zakochany był w Plejadach, które nieustannie goni na niebie. Chełpił się, że może zabić każde stworzenie, a zginął ukąszony przez skorpiona i od tej pory znajdują się na przeciwnych stronach nieboskłonu. Zachodzi w chwili, gdy jego zabójca, reprezentowany przez gwiazdozbiór Skorpiona, ukazuje się nad horyzontem. Jego pies – Syriusz – jest najjaśniejszą gwiazdą nocnego nieba i stanowi część konstelacji Wielkiego Psa.
Według innej wersji Zeus uniemożliwił Asklepiosowi, utożsamianemu z Wężownikiem uratowanie Oriona, raził obu piorunem i umieścił na niebie w taki sposób, aby już nigdy się nie spotkali i widzieli.
W innej z wersji greckiego mitu w Orionie zakochała się Artemida, bogini Księżyca i polowania. Apollo, jej brat bliźniak, namówił siostrę, by ta strzeliła z łuku w kierunku odległej sylwetki pływającej w morzu. Artemida nie wiedziała, że był to Orion, wycelowała, i jej strzała zabiła pływaka. Dopiero wtedy bogini zorientowała się, co uczyniła. Podobno to jej żal spowodował, że światło Księżyca jest takie zimne. Umieściła pomiędzy gwiazdami ciało myśliwego wraz z jego pupilami, Wielkim Psem i Małym Psem, które znajdują się na niebie na wschód od Oriona. Wyobrażany jako półklęcząca postać męska, z niezniszczalną maczugą z brązu w prawej ręce i tarczą z lwiej skóry w lewej oraz błyszczącym mieczykiem u pasa, naprzeciw szarżującego Byka.
W kulturze Aborygenów z plemienia Yolngu z północy Australii istnieje opowieść o trzech rybakach. W czasach wielkiego głodu, aby ratować swoich bliskich i siebie, wypłynęli na połów ryb stanowiących totem ich plemienia. Oczywiście było to zakazane. Tym uczynkiem rozgniewali Słońce, które wezwało chmury, morze i wiatr do utworzenia trąby powietrznej i ukarania rybaków. Rybacy zostali uniesieni wraz z łodzią do nieba. Do dziś można ich odnaleźć jako trzy gwiazdy w Pasie Oriona. Niektórzy twierdzą, że gdyby się dobrze przypatrzyć, widać małą rybę poniżej ich łodzi.